# 琉球族

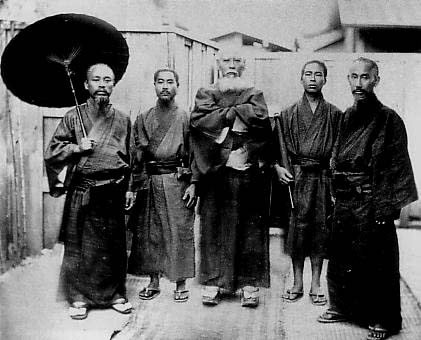
身穿琉裝的男性

琉球族（琉球語：／  ?；日语：／ Ryūkyū minzoku ?），泛指琉球群島的原住族群，該群島各地居民所使用的一系列語言被統稱爲琉球語，屬於日琉語系。由于历史和地理上的原因，当地的语言和文化与日本本土存在一定的差异，因此有时会被视为一个民族集团，為現今日本第二大民族。海外多稱作沖繩人（うちなーんちゅー），但日本政府只承认阿伊努人为日本的原住民和少数民族，琉球人被官方认为是大和民族的支系或近亲，并不當作是独立的民族。
琉球群島在近代以前曾经存在獨立的國家，在明治维新的琉球处分之后才正式成為日本的一部份。或按所其生活的地域的不同（沖繩群島、先島群島與奄美群島）劃分，又可分別被稱為沖繩人、先島人和奄美人。歷史上所謂的琉球族主要分布於琉球群島（包括今沖繩縣和鹿兒島縣的奄美群島），另有部分人生活在日本本土、臺灣群島以及其他海外地區。
在二战后日本的國勢調查中，並無所謂「琉球人」或「琉球民族」之類的統計項目存在，所有国民仅統稱為日本人。又因如今沖繩人的籍貫很多，居住在此並不等同於所謂「琉球人」或「琉球民族」，因此無法精確的定義或算出其數目。
琉球群岛的诸地方語言统称为琉球語，如今有些琉球族人已不會說琉球語，今日較通用的語言為标准日本語或沖繩辯（沖繩腔日本語）。

## 起源

### 早期學說
琉球族的起源眾說紛紜，一種說法認為琉球族自日本列島遷入，為日本人的一個分支。此說法被稱為「日琉同祖論」。在日本僧人所撰的《鎮西琉球記》和另一部曲亭馬琴所著的日本小說《椿說弓張月》中，提到了日本鎮西八郎源為朝在保元之亂後逃往琉球的故事。琉球攝政向象賢所編撰的《中山世鑑》亦稱琉球舜天王是源為朝在琉球所生的兒子。此後的《中山世譜》係由《中山世鑑》漢譯而成，亦沿用了這種說法。因《中山世鑑》官修史書的地位，日琉同祖論為許多琉球人所接受。一些著名的琉球人，如向象賢、向有恆、伊波普猷等都是日琉同祖論的支持者。但日本的《保元物語》中沒有提到源為朝渡琉一事，而《中山世鑑》編撰之時琉球已是日本薩摩藩的附庸國，因此有人認為此事係杜撰。中國學者陶元珍是日琉同祖論的著名反對者，稱「琉奸向象賢偽造出日人源為朝乃舜天王之父的謬說」，「實極可恨」。但是，沖繩縣左翼政治家瀨長龜次郎也認為琉球民族是日本民族的一部分。
而在日本江戶時代，又有另外一種「日琉同祖」的說法，認為琉球人也是中國古籍中所提到的「倭人」的一支。這種說法於1719年由新井白石提出。在《南島志》的總序裡，認為《山海經》與《海外異記》二書中提到的「南倭」即是琉球，並以一些琉球的歌謠和古語進行論證。在寫於1781年的《衝口發》中，藤貞幹更是認為琉球惠平也島的天孫嶽（今伊平屋島的）是日本神話中「天孫降臨之地」，神武天皇由該島出發進行東征。此種說法誕生後，立即受到其他學者的質疑。本居宣長在其著作《鉗狂人》（1785年）中，對此說法進行反駁。

### 考古學研究
從考古學的研究結果推測，琉球群島住民的祖先是從九州南部移入。最近的基因研究表明，琉球族與日本本土居民的基因構成與現在東亞大陸主要群體不同，顯示出兩者具有共同的祖先。研究指出，琉球族與日本本土居民存在親緣關係，並且與北海道的阿伊努族也有近緣性。在男性的Y染色体DNA单倍型类群上，单倍群D-M174下属D-M55在世界上僅見於日本本土、阿伊努族及琉球族，在鄰近的中國、韓國等地並不存在，单倍群D-M55在日本人群中佔30%至40%，在阿伊努人群中高達90%，在沖繩本島中佔50%，顯示出琉球族與日本本土之間存在深厚的基因聯繫。
目前可以確定有一批琉球族在早期新石器时代 (冲绳貝塚文化时代)移入，10-12世紀有另一批九州移民移入，關於琉球民族來源的主要爭議是現今琉球族是以哪一批為主要組成，這影響到琉球族與大和民族的關係。根据高宫广士的研究，琉球群島居民的祖先主要是从九州南部在相对较近的时期（大约10世纪前后）南下并定居下来的人群，他们取代了此前居住在奄美、冲绳诸岛和先岛诸岛的两个原住民群体。因此，从遗传学和人类学的角度来看，很难在九州以北地区的群体与现在的琉球族之间划出明确的界限。
但是2008年，理化学研究所基因组医学研究中心对日本全国7000人的基因组中14万个单核苷酸多态性位点进行了统计分析，结果发现，这7000个样本在基因组特征上明显分为“本土群体”和“琉球群体”两个类别。2012年进一步的研究显示，从阿伊努人的角度来看，琉球人与其具有最近的遗传关系，而地理上位于两者之间的本土人群次之。这呼应作为解释包括琉球群島在内的日本列岛人群起源假说之一的“二重構造説”，即“原本生活在日本列岛的繩文人与后来经大陆而来的彌生人融合成为日本本土人群 (大和民族)，但由于琉球群島和北海道与本土人群的交流较少，因而形成了不同的群体”。

## 語言
琉球人的本民族語言被统称為琉球語，與日本語有親緣關係，屬於日琉語系。其被分為許多方言，以沖繩中央方言為標準，方言間有較大的不同，其間的差異會影響互通。根据语言学研究原始琉球语在7~8世紀的日本从原始日語分化，与上古日語分道扬镳，9~11世紀在九州與九州方言接觸並受到強烈影響，11~15世紀隨九州移民進入琉球地區。
不过目前琉球人在正式場合一般使用日本語，而在沖繩民間亦有許多人使用帶有濃重沖繩腔調的日本語（沖繩辯）。目前僅有数千人使用琉球語，而且多為年長人士，因此琉球語有衰亡的趨勢，而使用人數更少的八重山語和與那國語，更是有瀕臨消失的重大危險。

## 歷史
琉球群島地區人類的歷史可追溯到上萬年前。其先史時代可分為土器出現以前的後期舊石器時代和土器出現之後的貝塚時代（約在日本本土繩文時代和平安時代之間）。在那霸市附近發現了琉球群島地區最為古老的人骨，被稱為山下洞人，據今約有32000年歷史。1967年，又在具志頭村（今八重瀨町）發現了距今18000年的港川人遺骨。琉球群島的古人類化石以沖繩島為中心，在久米島、伊江島、宮古島皆有分佈。
日本本土史書上曾有信覺、球美、夜久、度感島的住民向日本朝貢的記載。新井白石認為信覺指今石垣島，球美指今久米島，夜久指今屋久島，度感指今德之島。753年，中國僧人鑑真赴日本傳播佛教，途經阿兒奈波島，即今沖繩島。約7至8世紀間，琉球族開始出現了等級區分，形成了階級社會。
根據琉球官修史書《中山世鑑》的說法，琉球開闢之神阿摩美久降臨沖繩島，創立了琉球國。其子孫世代統治琉球，稱天孫氏。天孫氏第二十五代為權臣利勇所弒，浦添按司舜天率軍誅滅了利勇，建立舜天王朝。舜天王朝第三代國王義本禪位給攝政英祖，英祖建立英祖王朝。英祖王朝末期，琉球分裂為中山、北山、南山三國，史稱「三山時代」。英祖王朝末代王西威死後，浦添按司察度奪取了王位，成為中山王。察度之子武寧又被佐敷按司尚巴志推翻，隨後，尚巴志先後攻滅了北山和南山，於1429年統一琉球並建立了第一尚氏王朝，同時接受了中國明朝冊封的「琉球國中山王」的稱號。此後琉球憑藉其有利的地理位置，成為東亞最重要的貿易中轉港之一，被譽為「萬國津梁」。
1492年，尚德王病逝，群臣殺死世子，擁立尚圓為王，建立第二尚氏王朝。尚真王和尚清王在位期間，加強了中央集權，對外擴張，琉球的勢力達到全盛。1609年，琉球被薩摩藩島津氏控制，成為薩摩藩的附庸國。1879年，明治政府廢除琉球藩，改為沖繩縣。此後，冲绳县与日本其他地区一样，实行统一的教育和兵役制度。在这一过程中冲绳的本土文化和语言受到了一定影响。1945年4月，沖繩島戰役發生，美軍大規模轟炸沖繩島。尽管战役爆发前日本政府组织了大规模的平民疏散行动，将约75000到94000名冲绳平民转移到日本本土和其他地区，但仍有大量平民留在岛上。在战役末期，一些沖繩平民因為受到日军宣传的影响和出於對美軍的恐懼而自殺，同时也有日军出于「玉碎政策」強迫沖繩平民集體跳崖或引爆炸弹自杀，以表达对国家的效忠；并有琉球人因为说琉球语而被认为是间谍惨遭杀害。冲绳战役是太平洋战争末期最惨烈的战役之一，导致大量军民伤亡。此戰役亦給琉球文化和文物古蹟以嚴重破壞。美軍於同年佔領了琉球群島。
在1951年簽訂的《舊金山和約》中日本同意美國託管琉球（沖繩）行政權、立法權、司法權，1952年《中華民國與日本國間和平條約》第十一條引用《舊金山和約》，因此亦類推適用。之後，美國在琉球（沖繩）設立琉球政府，興建軍事基地。美軍實行與日本族的異化政策，在公眾場合盡量不使用沖繩一詞。然而，由於美軍在琉球的爭議行為，導致了居民的不滿。民眾開始發起日本本土復歸運動希望重歸日本的統治，亦有少數倡導琉球獨立的民眾存在。1972年，美國將琉球群島的政權交還日本。

## 文化
琉球群島介於中國大陸和日本本土之間，琉球深受中國文化和日本文化的影響，形成自己民族特有的文化。

### 受中國文化的影響
自1372年起，琉球成為中國的藩屬國。明朝洪武帝派遣閩人三十六姓遷居琉球的久米村，此後，琉球開始接受中國文化的影響。古代琉球的官方語言皆用漢文寫成，對中國、朝鮮、越南的官方文書亦使用漢文。琉球人的傳統服飾為琉裝，其外形與中國的漢服相似。作為漢字文化圈的一員，琉球人亦尊崇儒學，尊敬孔子等儒家聖人。琉球亦先後湧現出向象賢（羽地按司朝秀）、蔡溫（具志頭親方文若）、程順則（名護親方寵文）等儒學大家。1718年，程順則在久米村設立了明倫堂；1798年，尚溫王又下令開辦國學和鄉學，極大地推動了琉球儒學的發展。
古琉球最廣為人知的武術就是「手」（ティー）。「手」的一個流派後来成「唐手」或「唐手拳」，是現代空手道的原型。現今大部分學者認為，「手」是由中國武術在琉球發展而成的。中國武術由明朝的閩人三十六姓帶往琉球，結合了琉球當地一些格鬥技術，發展成琉球特有的武術手。後來手發展成了現代的空手道。向文琳（真壁朝顯）、佐久川寬賀、武成達（松村宗棍）等琉球武術家，其中有不少人曾拜中國武術家為師，有的甚至遠赴中國切磋武藝。
琉球音樂也受到了一些中國音樂的影響，琉球人特有的樂器三線，其原形為中國的三弦。
與金門人一樣，古代琉球人會在大門口放置石敢當，於屋頂放置風獅爺。

### 受日本文化的影響
琉球群島靠近日本的九州，因此，琉球文化亦受到了日本文化的深遠影響。琉球民間所流傳的歌謠，諸如琉歌和島唄，皆使用日本語平假名（夾雜有少量漢字）記載。第二尚氏王朝時期編撰而成的琉歌大集《おもろさうし》中，收錄有大量使用平假名記載的琉歌。琉歌的音律為8、8、8、6，其結構與日本的和歌（5、7、5、7、7）相似。琉球歷史上亦湧現出了許多琉歌歌人，如伊世高（惣慶親雲上忠義）、向氏平敷屋里之子朝敏、向受祐（玉城親方朝薰）、馬國器（與那原親方良矩）、向國珍（本部按司朝救）、向傑（東風平朝衛）等人。另外，尚穆王時代的吉屋鶴（吉屋チル）、恩納鍋，並稱為琉歌的「女流雙璧」。不少琉歌歌人不僅擅長於創作琉歌，亦長於漢詩與和歌。
由於琉球密邇日本，琉球的藝術和宗教信仰方面與日本頗為相似，尤其是在1609年島津侵入之後。琉球神道中的阿摩美久神降臨人間並統治世界，其後代（天孫氏）統治琉球。這與日本伊奘諾尊創立秋津島，其女天照大神的後代統治日本的神話相似。約在第一尚氏王朝尚金福王時期，琉球開始創立神社，祀日本天照大神、熊野權現、八幡大神以及琉球神道的諸神。1718年，向受祐（玉城親方朝薰）參照了日本傳統藝能的能劇、狂言等，創立了琉球特有的音樂劇組踊。

### 琉球特有的文化

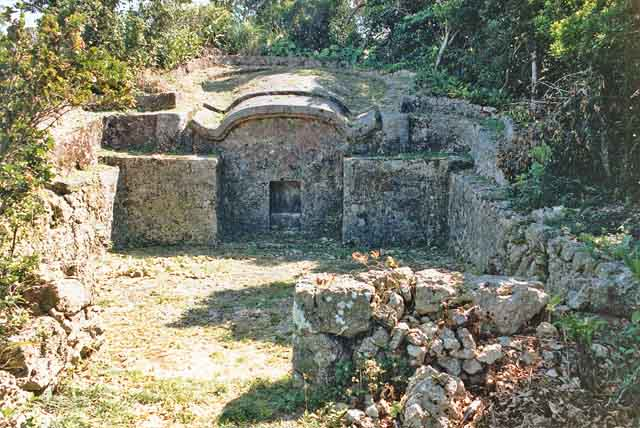
琉球人的龜甲墓

琉球亦有許多異於中國和日本的文化。例如，琉球特有的「沖繩料理」等，以及酒類食品泡盛，在中國和日本皆無。琉球人盛行三種主要墓葬形式，為龜甲墓、破风墓和屋型墓。龜甲墓亦盛行於中國南方的浙江、福建、廣東一帶，而破風墓則是琉球特有的一種墓葬。琉球王家陵園玉陵是世界上最大的破風墓。
古代琉球人盛行一種叫風葬的習俗。人死後，將其屍體置於洞窟中風化，直到三年之後由其親族女性將其遺骨洗淨並埋葬。同時亦有中國南方客家人的拾骨葬相似，當地稱為「洗骨」的葬法，但現在因日本法律規定，在有火葬場的沖繩本島已經基本被廢除了，外島則仍有承傳拾骨葬，風葬則完全絕跡。

## 宗教

### 琉球神道
琉球人固有的宗教信仰為琉球神道，以龍宮信仰、妹神信仰、御嶽信仰、祖靈崇拜等為核心。琉球人認為大海的彼岸有龍宮存在，每當人死後，靈魂就會渡往龍宮，保佑其在世的親人平安富貴、五穀豐登。因此，像中國人一樣，琉球人亦對死去的親人十分尊敬，設牌位供奉並定期祭祀。琉球人認為女性對神鬼是有靈感的，因此十分尊敬妹神。而定期祭祀神明、施行巫術等事情亦只能由女性參與，這些女性稱為祝女或民間靈媒師。
古代琉球國在首都首里城設有聞得大君御殿、首里殿內、真壁殿內、儀保殿內四位高級祝女，稱一本社三末社；其下為高級神女三十三君，再下為各地的祝女殿內。王府通過任命高級祝女來控制全國宗教。
琉球人亦對自然界的一些山川、泉水、森林十分尊敬，是為御嶽信仰。琉球人對御嶽的信仰，同中國人對土地神的信仰相似。

### 日本神道
受日本文化影響，琉球人亦尊崇一些日本神道教的神。據《中山世譜》記載，1451年，第一尚氏王朝的尚金福王命令攝政懷機在那霸的若狹町建立了琉球史上第一個神社。此後又建成了琉球八社，祀八幡大神、天照大神和熊野權現。

### 道教
琉球人亦尊崇道教。至於琉球人何時開始信仰道教，史籍缺乏相關記載。根據《中山傳信錄》記載，古代琉球雖然沒有道士，但民間亦有祭灶、祭祖、掃墓的習俗。清朝的冊封使張學禮則稱在琉球國存在有三清殿，證實了道教在古代琉球國的存在。中國東南沿海一帶的媽祖、拿公等神亦為琉球人所崇敬。

### 佛教

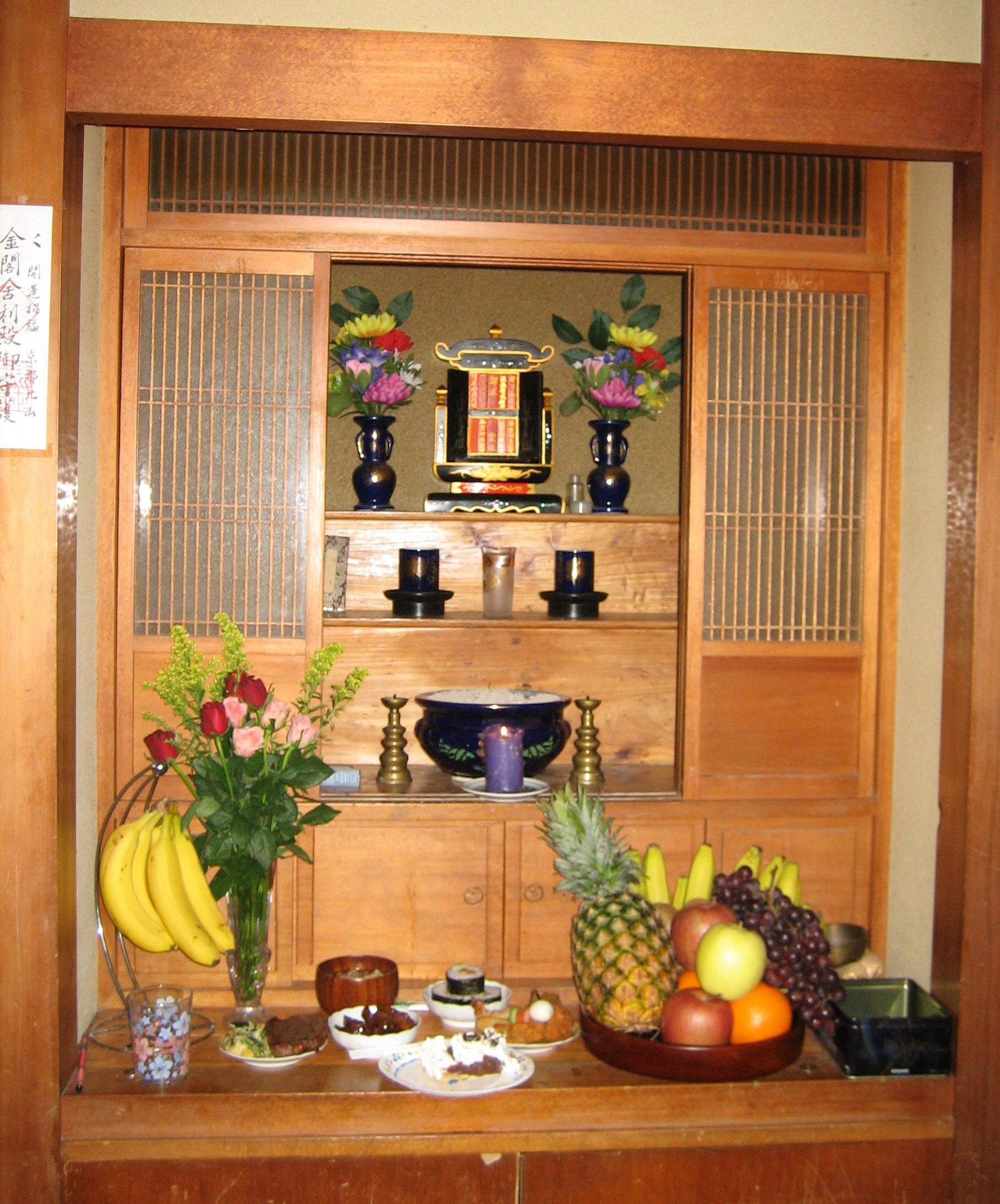
琉球人的佛壇

佛教在琉球傳播的歷史悠久。據《中山世譜》記載，琉球英祖王在位時期，禪鑑大師來到琉球，於浦添以西建立極樂寺。這被視為琉球佛教之始。此後察度王時期，日本僧人賴重于波上山建護國寺。芥隱亦從日本而來，於1492年建立圓覺寺。
在第二尚氏王朝時期，琉球的佛教達到鼎盛，圓覺寺、天王寺、天界寺並稱為「琉球三大寺」。此外，那霸的崇元寺在當時亦頗有名。而據《中山傳信錄》記載，琉球人的佛教分為臨濟宗和真言宗兩種。如今，佛教依舊是琉球人的主要信仰之一。

### 基督宗教
1622年，基督宗教傳教士乘坐「南蠻船」來到八重山傳教，是為琉球群島基督宗教的傳教之始。但當時日本江戶幕府禁止基督宗教信仰的傳播，在薩摩藩的壓力下，作為附庸國的琉球不得不開始禁教。直到1846年，琉球在英國海軍的武力下同意伯德令傳教。伯德令用琉球語翻譯了《聖經》，基督宗教得以在琉球人中傳播。

## 琉球人的名字
最初琉球人沒有姓氏，只有名字，且名字往往與祖輩重複，但父子不會同名。後來因受到中國文化和日本文化的影響，琉球士族男子除本身原來的名字外，既有唐名（中國名字）又有和名（日本名字），又有以漢字命名的琉球人名，琉球人名由漢姓+「氏」字+名乘組成，名乘為二字，第一個字稱為名乘頭，世代相傳。之前所沿用的命名方式則由正式名字改為童名，不再於正式場合使用。
祖籍在琉球的士族男子（家譜上屬於首里那霸系或泊村系），其唐名為中國姓氏+中國名，和名為封地名字+名乘。例如向象賢的和名為羽地按司朝秀，其中羽地是其封地羽地間切之名，按司為其位階，朝秀為其名乘。琉球名則為漢姓+「氏」字+名乘，通常只用於琉球本土文書上和對內場合中，如《中山世譜》把向有恆（宜灣親方朝保）稱為「向氏朝保」。而祖籍為中國福建的琉球士族（閩人三十六姓，家譜上屬久米村系），其唐名也是中國姓氏+中國名，但其和名卻不同，為封地名稱+字。例如，蔡溫和名為具志頭親方文若，其中具志頭為其領有的封地具志頭間切的名字，親方為官階，文若則是蔡溫的字，琉球姓名則為漢姓+「氏」字+官階+字。女性方面則未必有唐名（現存史料除蔡紅亨外沒有記載琉球女性的唐名），也沒有名乘，只有童名，也有些女性有號，士族女性多記為漢姓+「氏」字+童名或漢姓+「氏」字+號。平民出身的琉球人不論男女在琉球處分前只有童名。
1879年 日本併吞琉球之後，留在沖繩境內的琉球士族的唐名不再具有法定地位，現在只有極少部分的琉球人仍在使用唐名，戶籍名則使用日式姓名，以祖先封地為苗字，首里那霸系或泊村系琉球男子多以名乘為名，女性、久米村系和少數首里那霸系或泊村系琉球男子的戶籍名則以日語命名。目前尚姓的琉球人是琉球末代國王尚泰的後代，當中男性仍使用唐名為戶籍名，女性則以尚+日式名為戶籍名，如尚圭子，「圭子」為日式名字。而當時流亡中國的琉球人的後代則放棄了和名，僅使用唐名。沒有唐名、漢姓和名乘的平民就完全改用日式姓名。

## 現代沖繩人對日本的認同感
由於在歷史上琉球人曾建立有自己的獨立王國琉球國，一些琉球人不承認日本對琉球的統治，要求琉球脫離日本獨立。
2005年，琉球大學副教授林泉忠對18歲以上沖繩人進行了電話調查，問卷对象为「沖繩人」，而非「琉球人」，他收集了1029份有效回答，其中40.6%的人認為自己是沖繩人，21%认为自己是日本人，36%认为自己既是日本人也是冲绳人。24.9%的人表示支持沖繩獨立，58.7%的人表示反對沖繩獨立。
2007年，同一系列的調查訪問超過1000名當地人，41.6%受訪者認為自己是沖繩人、25.5%認為自己是日本人、29.7%認為自己既是沖繩人亦是日本人。20.6%的人認為沖繩應該獨立，64.7%認為不應該獨立。
目前，琉球支持琉球獨立最大的政黨為嘉利吉俱樂部（原琉球獨立黨），由野底武彥創立，現在的黨首為屋良朝助。該黨以成立「琉球共和國」為最終目標。流亡台灣的琉球人亦有部分支持琉球獨立者，在台琉球人蔡璋（喜友名嗣正）於1941年創立了支持琉球獨立的組織「琉球革命同志會」。 
不過，值得一提的是，许多沖繩人認為自己與日本本土人存在著明显區別，沖繩人把日本人稱為「大和人」（ヤマトゥンチュ）或「内地人」（ナイチャー）。